# Marc Coma
Pour les articles homonymes, voir Coma (homonymie).

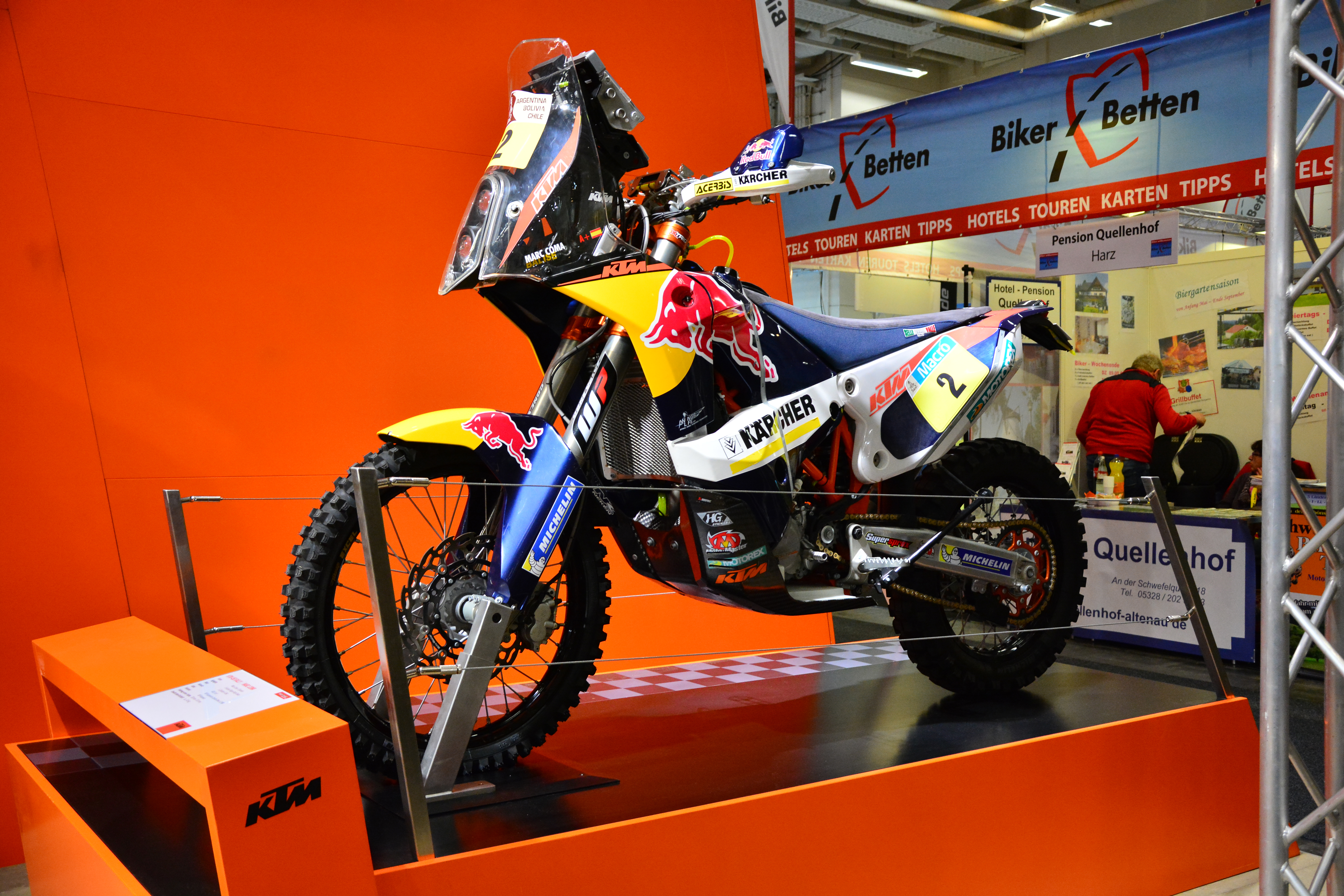
Marc Coma's KTM 450 Rally

Marc Coma, né le 7 octobre 1976 à Avià, en Catalogne, est un pilote espagnol de rallye-raid moto. Il a remporté cinq fois le Rallye Dakar en 2006, 2009, 2011, 2014 et en 2015 sur des motos KTM. Il est également six fois champion du monde de Rally Cross Country en 2005, 2006, 2007, 2010, 2012 et 2014.
Sur le Rallye du Maroc 2012, il est victime d'une chute sur l'épaule gauche qui l'empêche de disputer le Rallye Dakar 2013.
En juillet 2015, à 38 ans, il annonce qu'il arrête la compétition et rejoint l'organisation du Rallye Dakar en tant que directeur sportif.

## Palmarès
- 2005 :
  - Champion du Monde de Rally Cross Country
  - Vainqueur du Rallye des Pharaons, Égypte
  - Vainqueur du Sardegna Rally Race (en)
  - Vainqueur du Rallye de las Pampas, Argentine
  - 2e Rallye ORPI, Maroc
  - 2º UAE Desert Challenge, Dubai
  - 1 étape sur le Dakar

- 2006 :
  - Vainqueur du rallye Rallye Dakar 2006
  - Champion du Monde de Rally Cross Country
  - Vainqueur du Rallye des Pharaons, Égypte
  - Vainqueur du Sardegna Rally Race (en)
  - Vainqueur du Rallye de las Pampas, Argentine
  - Vainqueur du Rallye du Maroc
  - Vainqueur du UAE Desert Challenge, Dubai

- 2007 :
  - Champion du Monde de Rally Cross Country
  - Vainqueur du rallye Optic 2000 Tunisie en 2007
  - Vainqueur du Sardegna Rally Race (en)
  - Vainqueur du rallye de las Pampas, Argentine
  - Vainqueur du rallye des Pharaons, Égypte
  - Vainqueur du UAE Desert Challenge, Dubai
  - 3 étapes sur le Dakar

- 2009 :
  - Vainqueur du rallye Rallye Dakar 2009 en Amérique du Sud
  - 3 étapes sur le Dakar

- 2010 :
  - 15e du Rallye Dakar 2010
  - 4 étapes sur le Dakar

- 2011 :
  - Vainqueur du rallye Rallye Dakar 2011 en Amérique du Sud
  - 5 étapes sur le Dakar

- 2012 :
  - 2e du Rallye Dakar 2012
  - 5 étapes sur le Dakar

- 2014 :
  - Vainqueur du Dakar 2014
  - Champion du Monde de Rally Cross Country

- 2015:
  - Qatar Sealine Cross Country Rally
  - Abu Dhabi Desert Challenge

## Rallye Dakar
- Catégorie Moto
  - 2002 : Abandon
  - 2003 : 18e
  - 2004 : Abandon
  - 2005 : 2e (1 victoire d'étape)
  - 2006 : Vainqueur
  - 2007 : Abandon (3 victoire d'étapes)
  - 2009 : Vainqueur (3 victoire d'étapes)
  - 2010 : 15e (4 victoire d'étapes)
  - 2011 : Vainqueur (5 victoire d'étapes)
  - 2012 : 2e (5 victoire d'étapes)
  - 2014 : Vainqueur (2 victoire d'étapes)
  - 2015 : Vainqueur (1 victoire d'étape)
- Catégorie Auto
  - 2020 : copilote de Fernando Alonso